# Onkel Anders
Onkel Anders er en fiktiv person i fænomenet Far til fire. I filmene fra 1953-1961 spilles han af Peter Malberg, i filmen fra 1971 spilles han af Buster Larsen og i de nye film er det Jess Ingerslev og Kurt Ravn, som spiller onkel Anders.